# Bunakenia (Bunakenia) tanzaniana
Bunakenia (Bunakenia) tanzaniana is een naaldkreeftjessoort uit de familie van de Apseudidae. De wetenschappelijke naam van de soort is voor het eerst geldig gepubliceerd in 1996 door Gutu.